# Anticiclone dos Açores
O Anticiclone dos Açores (também conhecido como Anticiclone do Atlântico Norte, o Anticiclone Bermudas-Açores, ou Anticiclone de Bermudas na América do Norte) é um grande centro de altas pressões atmosféricas do sistema subtropical semipermanente encontrado perto do arquipélago dos Açores no Oceano Atlântico, nas latitudes subtropicais também conhecidas como as latitudes cavalo. O sistema forma um poste da oscilação do Atlântico Norte, sendo o outro o ciclone da Islândia. O sistema influencia o tempo e clima de vastas áreas do Norte de África, Europa e Américas. A secura do deserto do Saara e da bacia mediterrânea é devido a subsidência do ar no sistema. No verão, a pressão central coloca-se por volta de 1024 mbar (hPa), e move-se para norte em direção da Península Ibérica, causando cristas na zona de França, norte de Alemanha e sudoeste do Reino Unido. Isto traz elevadas temperaturas e baixa humidade a estas áreas. Na altura do verão quando se encontram estas condições, ocorrem fortes ondas de calor na costa leste dos Estados Unidos e seca fraca. Antes da chegada do inverno, o anticiclone move-se para sul dos Açores, permitindo outros sistemas ciclónicos invadirem a Península Ibérica e Mediterrâneo.

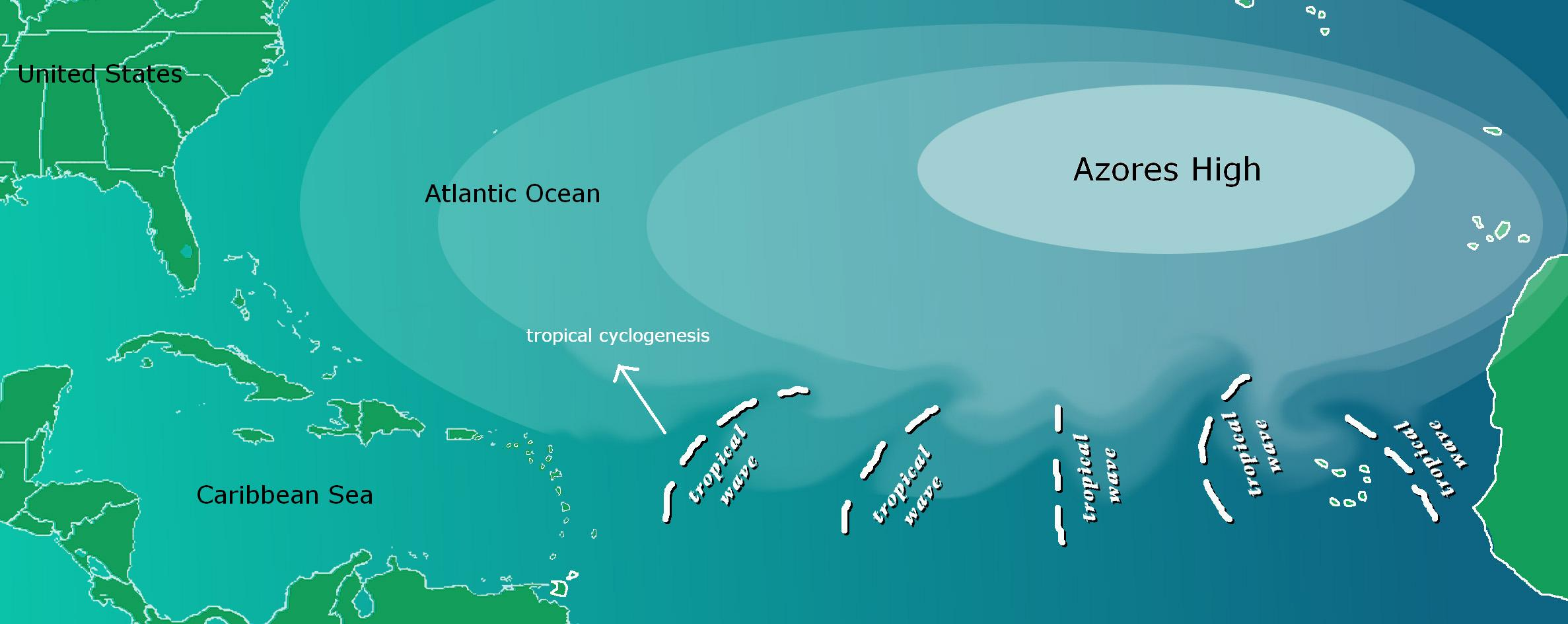
Tropical wave formation.

Este bloco de alta pressão mostra sinais naturais anticiclónicos, circulando o ar no sentido dos ponteiros do relógio. Por causa da direção do vento, ondas africanas de leste são forçadas pelas fronteiras a sul do anticiclone, criando corredores que as direcionam na direção oposta da costa oeste africana e para o mar das Caraíbas e América Central, favorecendo a Ciclogénese tropical, especialmente durante a temporada de ciclones tropicais (ver lista de temporadas).
Um posicionamento anormal do anticiclone dos Açores origina quase sempre em rotas estranhas dos ciclones tropicais e ciclone extra-tropical. A crista pode ser substituída temporariamente por sistemas intensos de baixas pressões, em casos quanto é substituída para o norte, pode causar rotas de grandes tempestades como a que foi o furacão de Nova Inglaterra de 1938.
Estudos sobre o Aquecimento Global sugerem que em alguns anos o anticiclone dos Açores se está a intensificar, independentemente de oscilações como as ENSO, causando extremos de precipitação em locais do sudeste dos Estados Unidos. Foi também observado movimento latitudinal da crista, e simulações de computador mostram maior expansão oriental do anticiclone no futuro. Mesmo assim, durante o inverno de 2009-2010, o anticiclone dos Açores foi menor, substituído no noroeste e de menor intensidade que normal, permitindo a subida rápida da temperatura da superfície do mar na zona central do Atlântico.